# 카시우스 조약
로마의 전통에 따르면, 카시우스 조약(Foedus Cassianum, 포에두스 카시아눔/ ˈfiːdəs ˌkæʃiˈeɪnəm /)은 로마 사이의 동맹을 형성하는 조약이었다. 레길루스 호수 전투 이후 기원전 493년 공화국과 라틴 동맹. 이 조약으로 라틴 연맹과 로마 사이의 전쟁이 종식되었고, 로마는 연맹의 모든 회원국을 합친 것과 동등한 권력을 갖게 되었다.
이 조약은 로마와 다른 이탈리아 정치 간의 후기 조약의 모델이 되어 방어 동맹 내에서 상호 원조와 지위 평등의 조건을 설명하는 데 중요했다.

## 배경
카르타고와의 첫 번째 조약에서 로마인들은 주변 시골 지역을 영토의 일부로 지정했는데, 라틴 동맹은 그 영토가 실제로 그들의 영토라고 주장하면서 이의를 제기했다. 전쟁이 뒤따랐고, 레길루스 호수 전투에서 로마군이 승리를 거두었고 얼마 지나지 않아 조건부 항복을 받았다.
이 조약은 493년 로마와 30개의 라틴 도시 사이에 두 개의 독립 세력으로 체결되었다. foedus는 조약이 체결 될 당시 로마 공화국의 영사였던 Spurius Cassius Vecellinus에서 이름을 따 왔으며 로마를 대신하여 로마에서 조약을 비준했다.

## 용어
이 조약에는 몇 가지 조건이 명시되어 있었다. 이 조약은 두 당사자 사이에 평화가 있을 것이라고 규정했을 뿐만 아니라, 로마 군대와 라틴 군대가 합류하여 이탈리아 부족들로부터 상호 방어를 제공할 것을 명령했다. 또 다른 용어는 라틴 동맹과 로마가 전쟁에서 빼앗은 모든 전리품을 나눠 갖는다는 것이었다. 또한 양측은 점령한 영토에 공동 식민지를 건설하여 양국이 번영할 수 있도록 하는 데 동의했다. 마지막으로, 로마 시민과 라틴 도시 사이에 사적 권리 공동체를 설립했다. 키케로 시대까지 포로 로마노에 청동 사본이 남아 있던 이 조약은 로마의 초기 역사에서 이정표가 되었다. 원본은 살아남지 못한다. 할리카르나소스의 디오니시우스가 제시한 버전은 다음과 같다.
로마인들과 모든 라틴 도시들 사이에 하늘과 땅이 그대로 있는 한 평화가 있기를 바란다. 그들끼리 전쟁을 일으키지 말고, 외국의 적을 끌어들이지 말고, 어느 쪽과도 전쟁을 벌이는 자들에게 안전한 통행로를 허락하지 말아야 한다. 전쟁이 있을 때 모든 병력을 동원하여 서로 돕고, 공동 전쟁에서 취한 전리품과 전리품을 각자가 공평하게 나누어 갖도록 하자. 사적 계약과 관련된 소송은 10일 이내에 계약이 체결된 국가에서 결정하도록 한다. 그리고 로마인들과 모든 라틴인들의 동의가 있는 경우를 제외하고는 이 조약들에 어떤 것도 더하거나 빼는 것이 허락되어서는 안 된다.
디오니시우스의 판본은 로마인과 라틴인 사이의 상호 방위 조약을 언급하지만, 공동 지휘 구조나 상호 협의에 대한 조항에 대한 언급은 생략한다. L. Cincius(Festus가 인용한 대로)의 몇 가지 단편적인 문장은 라틴인들이 지휘 문제를 논의하기 위해 Ferentina의 샘에서 만날 것임을 시사했다. 또한 그는 "라틴어 이름의 명령에 따라 군대 사령관을 공급하는 것이 로마인의 책임이었던 해"에 따른 과정을 설명한다.  이 구절은 다소 모호하며, 군대의 지휘권이 라틴인과 로마인 사이에서 몇 년 동안 번갈아 가며 이루어질 것임을 암시하는 것 같다. 그러나 그런 일은 결코 일어나지 않은 것으로 보이며, 따라서 가장 그럴듯한 설명은 로마 사령관이 실제로 원정이 벌어진 해에야 소환되었다는 것이다.

## 조약의 확장
기원전 486년, 로마는 (다시 스푸리우스 카시우스 베첼리누스의 노력으로) 헤르니치와 조약을 맺었다. 그 용어는 분명히 Foedus Cassianum과 유사했으며, Hernici가 로마와 라틴 동맹국 사이의 실제 Foedus Cassianuum의 당사자로 인정되었을 수 있다는 제안이 있다 (확실하지는 않음).

## 효과
이 조약은 신생 로마 공화국의 군대에 라틴족의 군사력을 근본적으로 보태면서 로마를 크게 강화시켰다. 이로 인해 로마는 이탈리아 반도의 대부분을 정복하여 더 확장할 수 있었다. 이 조약은 기원전 358년에 갱신되었다. 그러나 로마는 그 직후 조약을 파기했고 라티움 전쟁이 시작되었다. 로마는 결국 동맹의 비 로마 회원국을 이겼고, Foedus Cassianum은 무효가 되었다.